# Vòng loại Giải vô địch bóng đá Đông Nam Á 2012
Vòng loại Giải vô địch bóng đá Đông Nam Á 2012 sẽ được tổ chức tại Myanmar từ ngày 5 tới ngày 13 tháng 10 năm 2012 với sự tham dự của 5 đội có thứ hạng thấp nhất tại khu vực Đông Nam Á. Các trận được thi đấu theo thể thức vòng tròn tính điểm, lấy hai đội nhất và nhì tham dự vòng chung kết. Lễ bốc thăm dự kiến được tổ chức vào ngày 11 tháng 7 năm 2012.
Đội tuyển Brunei sau khi bị cấm thi đấu từ tháng 9 năm 2009 sẽ được thi đấu trở lại do FIFA đã dỡ bỏ lệnh cấm với nước này vào cuối tháng 5 năm 2011. Trong khi đó, Philippines là một trong sáu đội giành quyền vào thẳng vòng chung kết nhờ lần đầu tiên vào đến vòng bán kết ở giải đấu năm 2010. Còn Myanmar, đội đứng cuối vòng đấu bảng năm 2010, lần đầu tiên sẽ phải tham dự vòng loại.

## Đội tuyển tham dự
- Brunei
- Campuchia
- Lào
- Myanmar
- Đông Timor

## Địa điểm
| Yangon                |
| --------------------- |
| Sân vận động Thuwunna |
| Sức chứa: 32.000      |
|                       |

## Kết quả
Giờ thi đấu tính theo giờ địa phương (UTC+6:30)
|  | Đội giành quyền vào vòng trong. |
|  | Các đội bị loại.                |

| Đội        | Tr | T | H | B | BT | BB | HS | Đ  |
| ---------- | -- | - | - | - | -- | -- | -- | -- |
| Myanmar    | 4  | 3 | 1 | 0 | 6  | 1  | +5 | 10 |
| Lào        | 4  | 2 | 1 | 1 | 5  | 4  | +1 | 7  |
| Đông Timor | 4  | 2 | 0 | 2 | 10 | 6  | +4 | 6  |
| Brunei     | 4  | 2 | 0 | 2 | 6  | 7  | −1 | 6  |
| Campuchia  | 4  | 0 | 0 | 4 | 4  | 9  | −5 | 0  |

Tóm tắt các trận đấu
| Campuchia             | 1–5    | Đông Timor                                        |
| --------------------- | ------ | ------------------------------------------------- |
| Sokngon 90+1' (ph.đ.) | Report | Murilo 39', 44' · Ade 57', 73' · Alan 87' (ph.đ.) |

| Myanmar          | 1–0    | Brunei |
| ---------------- | ------ | ------ |
| Yan Aung Win 84' | Report |        |

| Đông Timor | 1–2    | Myanmar          |
| ---------- | ------ | ---------------- |
| Alan 55'   | Report | Kyi Lin 38', 73' |

| Lào              | 1–0    | Campuchia |
| ---------------- | ------ | --------- |
| Phaphouvanin 40' | Report |           |

| Campuchia                   | 2–3    | Brunei                                |
| --------------------------- | ------ | ------------------------------------- |
| Mony Udom 24' · Borey 90+2' | Report | Aminuddin 56' · Helmi 63' · Azwan 70' |

| Đông Timor                              | 3–1    | Lào              |
| --------------------------------------- | ------ | ---------------- |
| Murilo 43' (ph.đ.) · Ade 51' · Alan 83' | Report | Phaphouvanin 77' |

| Brunei     | 1–3    | Lào                                                              |
| ---------- | ------ | ---------------------------------------------------------------- |
| Rosmin 26' | Report | Namthavixay 34' · Sayavutthi 61' (ph.đ.) · Sysomvang 83' (ph.đ.) |

| Myanmar                                              | 3–0    | Campuchia |
| ---------------------------------------------------- | ------ | --------- |
| Kyi Lin 59' · Kaung Sithu 65' · Pyae Phyo Aung 90+1' | Report |           |

| Lào | 0–0    | Myanmar |
| --- | ------ | ------- |
|     | Report |         |

| Brunei                    | 2–1    | Đông Timor |
| ------------------------- | ------ | ---------- |
| Adi 16' · Muhd. Azwan 76' | Report | Pinto 79'  |

## Danh sách cầu thủ ghi bàn
3 bàn
| - Kyi Lin - Adelino Trindade | - Alan Leandro - Murilo de Almeida |  |

2 bàn
- Visay Phaphouvanin

1 bàn
| - Adi Said - Md Aminuddin Zakwan Tahir - Azwan Muhammad Salleh - Mohammad Helmi Zambin - Muhammad Azwan Ali Rahman - Rosmin Muhammad Kamis | - Khim Borey - Prak Mony Udom - Keo Sokngon - Kovanh Namthavixay - Khampheng Sayavutthi - Kanlaya Sysomvang | - Kaung Sithu - Pyae Phyo Aung - Yan Aung Win - Jesse Pinto |